# Лохк
Лохк (ингуш. Лохк) — блюдо ингушской кухни, ингушское национальное изделие.

## История
Блюдо является традиционным для ингушей с глубокой древности. Особую популярность имело блюдо в сезон заготовки топленного масла на зиму - с июня по сентябрь.

## Приготовление
Готовится при длительном нагревании сливочного масла. После того, как масло растопилось, в него добавляют мелкими порциями пшеничную или ячменную муку, постоянно перемешивая состав и поддерживая оптимальный огонь. Растопившееся масло снимают с поверхности состава, оставляя лишь незначительное количество. Постепенно образуется молочного цвета тягучая смесь, куда добавляют соль по вкусу. Блюдо становится готовым как только масло полностью впитывается составом. Подают к столу вместе с ингушским кукурузным хлебом и в последнее время с отварным картофелем и сыром.

## Разновидности
В ингушской кухне есть несколько разных видов лохка из разных регионов:
- Назрановский (равнинный) — отличается тягучестью.
- Галашевский — умеренная тягучесть, в основном добавляется кукурузная мука.
- Джейрахский (горный) — отличается тем, что напоминает кашу из хлопьев, отсутствием тягучести.